# Martha L. Canfield
Martha L. Canfield (Montevideo, 28 de mayo de 1949) es una escritora, poeta y profesora universitaria uruguaya naturalizada italiana.

## Biografía
Nació en Montevideo en 1949. Su padre fue un oficial de la marina uruguaya, de origen irlandés, y su madre hija de inmigrantes italianos, de la región Basilicata; por ello, desde niña, habla español, inglés e italiano. Estudió en la Facultad de Humanidades de la Universidad de la República y en el Instituto de Profesores Artigas de Montevideo; mientras al mismo tiempo frecuentaba ambientes literarios de su ciudad natal. Por consejo del profesor José Pedro Rona, en 1968 se traslada a Colombia donde se gradúa en 1971 en Filosofía y Letras en la Pontificia Universidad Javeriana de Bogotá y obtiene un máster en Literatura Hispanoamericana en el Instituto Caro y Cuervo de la misma ciudad. Inmediatamente después inicia su experiencia didáctica en la Universidad del Rosario, donde es la primera mujer que obtiene un encargo docente.
En 1973 su hermana Susana se establece con ella en Bogotá, al saberse perseguidas por la dictadura cívico-militar (1973-1985). Susana porque es considerada prófuga y Martha porque, a causa de su sostén intelectual al MLN-Tupamaros manifestado en varias publicaciones, estaba en la lista negra de las fuerzas del orden uruguayas.
En 1974, gracias a una beca otorgada por el Instituto Italo - Latino Americano de Roma, viaja a Italia para hacer investigación en el campo de la literatura hispanoamericana en la Universidad de Florencia, primero bajo la dirección de Giovanni Meo Zilio y luego, cuando éste se traslada a Venecia, bajo la dirección del nuevo catedrático, Roberto Paoli. Terminada la beca, en 1975, regresa a Colombia para trabajar como titular de la Cátedra de Literatura Española e Hispanoamericana en la Universidad Javeriana. Sigue un período de intensa actividad didáctica, de investigación y de escritura creativa. Sale su primer poemario, Anunciaciones, publicado por la editorial Alcaraván, creada por el escritor y amigo Arturo Alape. El libro se presenta en distintas sedes y es bien acogido por la crítica. Sin embargo, a pesar de éste y otros factores positivos de su vida en Colombia, por motivos personales, en febrero de 1977 decide regresar a Italia.
Se vuelve a establecer en Florencia, retoma su colaboración con el Prof. Roberto Paoli, es nombrada asistente (Assistente di Cattedra), y renueva su vinculación con el hispanista Oreste Macrí, que la introduce en el mundo del hermetismo florentino, iniciando así una larga y afectuosa amistad con Mario Luzi y con Piero Bigongiari.
En 1980, cuando se crea el cargo de investigador universitario (Ricercatore universitario a tempo indeterminato), resulta idónea e inmediatamente toma posesión del cargo en Florencia. En los años ‘80 intensifica tanto la investigación como la producción poética y empieza a trabajar en la difusión de la literatura hispanoamericana en Italia mediante la traducción de muchos escritores; en menor medida se dedica asimismo a la difusión de la literatura italiana en el mundo hispánico. En estos años participa repetidas veces en el Festival Internacional de Poesía de Medellín, traduciendo y presentando poetas italianos, como Edoardo Sanguineti, Giuliano Scabia, Valerio Magrelli y otros. La dirección del Festival la nombra asesora para Italia.
En 1982 conoce a Jorge Eduardo Eielson, quien, invitado por Roberto Paoli, llega a Florencia junto con su compañero Michele Mulas. Entre Martha y Jorge nace una profunda amistad, que irá creciendo cada vez más en los años siguientes, hasta desembocar en la fundación del Centro de Estudios que lleva el nombre del maestro peruano y que es dirigida por ella misma.
En 1992 obtiene por concurso el cargo de profesor (Professore Associato) de Literatura Hispanoamericana en la Universidad de Nápoles Federico II, donde enseña durante cuatro años, integrando además el cuerpo docente del doctorado con sede central en la Universidad de estudios de Palermo. En 1996 se traslada a la Universidad Ca' Foscari de Venecia, donde enseña durante seis años, organizando cada dos años el Festival Ca' Foscari Poesia, en el que participan los más grandes escritores y críticos hispanoamericanos, como el uruguayo Mario Benedetti, el colombiano Álvaro Mutis, el ecuatoriano Jorge Enrique Adoum, el chileno Gonzalo Rojas, la boliviana Blanca Wiethüchter, el argentino Saúl Yurkievich, el nicaragüense Ernesto Cardenal, el guatemalteco Humberto Ak'abal, el venezolano Eugenio Montejo, la mexicana Carmen Boullosa, el peruano José Miguel Oviedo, el inglés William Rowe y otros, además naturalmente de Eielson.
En este período funda la colección literaria Latinoamericana de la editorial Le Lettere de Florencia y participa en la creación del Premio Letterario Internazionale di Poesia Pier Paolo Pasolini junto con Dacia Maraini y Francesco Agresti. De 1997 al 2000 ha sido vicepresidente de AISPI (Associazione Ispanisti Italiani).
En el año 2000 gana el concurso como titular de la cátedra de literatura hispanoamericana en la Universidad de Florencia y si bien durante dos años mantiene asimismo su actividad docente en la Universidad Ca' Foscari, a partir del año 2002 se concentra en Florencia. Desde 1998 es miembro correspondiente de la Academia Nacional de Letras del Uruguay.

## Trabajo crítico
Su producción crítica abarca estudios sobre la obra de Delmira Agustini, Humberto Ak'abal, Mario Benedetti, Jorge Luis Borges, Julio Cortázar, Sor Juana Inés de la Cruz, Jorge Eduardo Eielson, Gabriel García Márquez, Juan Gelman, Juana de Ibarbourou, Ramón López Velarde, César Moro, Álvaro Mutis, Octavio Paz, Horacio Quiroga, José Enrique Rodó, Mauricio Rosencof, Juan Rulfo, Alfonsina Storni, César Vallejo, Mario Vargas Llosa, Emilio Adolfo Westphalen y muchos más. Además del estudio estilístico y estructuralista, ha tratado a menudo de establecer la relación, para nada mecánica, entre vida y obra literaria, recurriendo a los instrumentos de la psicología junguiana; por lo mismo ha participado en el grupo Klaros, dirigido por Ida Regina Zoccoli y ha colaborado a menudo con los «Quaderni di psicologia analitica». En el año 2015 se le otorgó el Premio Iberoamericano Ramón López Velarde por su obra crítica en general y en particular por su libro La provincia inmutable. Estudios sobre la poesía de Ramón López Velarde, publicado en Florencia en 1981 y reeditado en México después de la premiación.
Como traductora: ha realizado las ediciones en italiano de muchos autores hispanoamericanos, como Jorge Eduardo Eielson, Álvaro Mutis, Idea Vilariño, Mario Vargas Llosa, Carlos Germán Belli, Márgara Russotto, Carmen Boullosa, Alejandro Rossi, Darío Jaramillo, Ernesto Cardenal, Jorge Arbeleche, y otros. En el 2002 gana el premio de traducción de los Institutos Cervantes de Italia, por sus versiones en italiano de Mario Benedetti (Inventario. Poesie 1948-2000 (en italiano). Firenze: Le Lettere. 2001. ISBN 8871665775.).
Además ha promovido la literatura italiana en el mundo hispánico con traducciones de Gesualdo Bufalino, Pier Paolo Pasolini, Valerio Magrelli, Dacia Maraini, Edoardo Sanguineti, Piero Bigongiari, Mario Luzi, y otros. En el 2001 gana el Premio «Circe-Sabaudia», precisamente por sus traducciones de poetas italianos.
Dirige la colección Latinoamericana de la editorial Le Lettere de Florencia en la que ya han salido unos 30 volúmenes (narrativa, poesía y ensayos), de los cuales unos veinte son presentados o curados directamente por ella misma.
Ha siempre sostenido la existencia de una identidad hispanoamericana única, más allá de las divisiones nacionales y las diferencias locales. Afirma que el estudio de la cultura hispanoamericana debe mantener una perspectiva continental, así como prestar atención a las raíces precolombinas y a las naciones indígenas y también a fenómenos más recientes, innovadores y multiculturales, como la literatura chicana o de las comunidades latinas en los Estados Unidos, o a las formulaciones neo-indianas de tantos países como México, Guatemala, Colombia, Perú, Chile... Con estos criterios está trabajando en una Literatura hispanoamericana: historia y antología, en tres volúmenes, de los cuales ha salido el primero.
Sus trabajos críticos a menudo subrayan el vínculo existente entre la vida del autor y su obra sobre la base de lecturas analíticas, vínculo que ella ha definido como fuente germinal, aunque para nada mecánico, muchas veces indirecto e incluso paradójico. Canfield cree que individualizar este vínculo puede ser iluminante para comprender tanto la obra en particular como los mismos mecanismos de la creación literaria. Este punto de vista la ha llevado en muchas ocasiones a establecer relaciones personales con los autores estudiados, las cuales en varios casos han desembocado en amistades profundas y duraderas –así ha ocurrido con Jorge Enrique Adoum, Mario Benedetti, Juan Gelman, Álvaro Mutis, Mauricio Rosencof, Mario Vargas Llosa–, o incluso fraternales, como con Márgara Russotto y Carmen Boullosa, o muy especiales como con Jorge Eduardo Eielson.

### La relación con Jorge Eduardo Eielson
En 1982 conoce en Florencia a Jorge Eduardo Eielson con quien nace enseguida una intensa relación intelectual y sobre todo humana. Ella es la primera traductora de su obra poética en italiano y después de una serie de artículos y entrevistas, publica la antología Poesia scritta. La relación intelectual se intensifica con el tiempo mediante un diálogo constante basado en las respectivas artes: Canfield recuerda a menudo que Eielson era siempre el primero en leer sus inéditos. Estas conversaciones generan varias entrevistas publicadas en revistas italianas e hispanoamericanas, que más tarde confluirán en el volumen El diálogo infinito.
Son también muchas las composiciones que se dedican recíprocamente, los libros y los artículos que publican juntos o en coordinación. No obstante, la parte más intensa de esta relación es la que se da a nivel humano, estrechando una amistad y un trato que llega a ser cotidiano en los últimos años difíciles de la vida del artista peruano, después de la muerte de su compañero, el pintor sardo Michele Mulas. En el 2002, en efecto, Eielson se queda solo y se apoya en Martha, sobre todo en el último año de su vida, cuando ya está gravemente enfermo. De este trato cotidiano y de esta recíproca confianza nace la decisión de Eielson de nombrarla su heredera universal. Ella acepta y le promete fundar una asociación cultural con su nombre, dedicada a promover, en primer lugar, su obra artística y literaria y la de Michele y, en segundo lugar, la cultura latinoamericana.
Jorge Eduardo Eielson muere el 8 de marzo del 2006 y en el mes de septiembre del mismo año nace el Centro Studi Jorge Eielson, del cual es presidente Martha Canfield, primer vicepresidente Aldo Tagliaferri y segundo vicepresidente Antonella Ciabatti; el comité científico, en el cual entran varios intelectuales latinoamericanos e italianos, está dirigido por Mario Vargas Llosa.
El primer gran evento del Centro fue una exposición antológica de la obra artística de Eielson, intitulada Arte come nodo/nodo come dono, realizada en la Sala de Armas de Palazzo Vecchio de Florencia y que duró desde noviembre de 2008 y hasta enero de 2009. La exposición fue inaugurada por Mario Vargas Llosa quien, poco después, en el 2010, sería proclamado Premio Nobel de Literatura.
Esa exposición fue la primera de una larga serie, de las cuales otras tres han sido dedicadas al propio Eielson, junto con congresos nacionales e internacionales y publicaciones con el sello mismo del Centro, que mientras tanto ha generado una editorial.

## Actividad poética
Martha Canfield empieza a escribir poemas en la adolescencia, que más tarde hace circular entre jóvenes poetas amigos, como Jorge Arbeleche, en Montevideo. Pero la etapa fundamental para su obra es la colombiana: durante los años vividos en Bogotá participa en las tertulias de la Cafetería La Romana de la Avenida Jiménez y entra en contacto con escritores ya muy reconocidos, como Aurelio Arturo, Giovanni Quessep, Mario Rivero, y con otros jóvenes de quien se vuelve muy amiga, como Juan Gustavo Cobo Borda, Augusto Pinilla, Jaime García Maffla, Darío Jaramillo, pertenecientes a la llamada Generación sin nombre, en la cual se la puede considerar también incluida. Gracias a los contactos con estos escritores, su obra poética se enriquece y en 1972 publica sus primeros poemas en la revista «Eco» de Bogotá; poco después Cobo Borda la incluye como transterrada entre los jóvenes escritores colombianos en su histórica antología Obra en marcha. Su primer libro de poemas, Anunciaciones, sale en 1976, publicado por Alcaraván, la editorial fundada y dirigida por su amigo Arturo Alape.
El traslado a Italia y el contacto con el mundo del hermetismo florentino enriquecen definitivamente su creación poética. A través de un lenguaje refinado y siempre fluido, luminoso, lírico, la poesía de Martha Canfield tiene como temas principales el amor –erótico, fraternal y místico–, la nostalgia, el mito en directa conexión con la tradición clásica, el deseo, la religiosidad, el contraste entre el mundo onírico y la realidad tangible, donde lo material se une con lo espiritual trascendiendo el límite de lo físico para buscar lo sublime. Para Armando Romero su poesía «resuena desde lo íntimo de una existencia que no busca alterar las cosas sino reconocer e identificar con su existencia el hacer mismo de la poesía» a través de una «sensibilidad de cristal y una inteligencia de extremos», que Márgara Russotto define como una «eterna doncellez del alma».
No faltan referencias políticas y sociales, sobre todo en la primera fase de su producción, que coincide con el dolor por la situación política uruguaya y con la nostalgia que genera continuas evocaciones geográficas de la tierra natal abandonada; evocaciones que más tarde abrazarán también el paisaje colombiano, para luego, de manera casi definitiva a partir de los años ‘80, trasladarse a los escenarios toscanos. Y es precisamente esta memoria de los lugares otro núcleo fundamental de su poesía, en la que los paisajes contemplados son etapas de un itinerario interno de la memoria, más que una configuración del yo mediado por el espacio en el sentido topográfico. Gaetano Chiappini ve en esta evocación de los lugares un verdadero viaje, que coincide con el tránsito de la madurez existencial. Álvaro Mutis, a su vez, subraya que el lenguaje de Martha es «limpio y transparente y descarta todo artificio literario, dando lugar a la metáfora sólo cuando ésta va más lejos que la simple enunciación verbal».
Ha publicado once poemarios, seis en español y cinco en italiano, y tres antologías. Está presente en antologías italianas, colombianas y uruguayas de distintos autores. Su obra poética ha sido parcialmente traducida al inglés, francés, rumano y hebreo.
Ha obtenido muchos premios como el Premio Speciale di Poesia dell’ Associazione Italiana «La Cultura del Mare» en 2000 y el premio Oriente-Occidente por las Artes del Festival Internacional «Noches de poesía», en su décima edición a Curtea de Arges, Romania, en 2006. En 2016 es publicada en la antología Il fiore della poesia latinoamericana d'oggi (Secondo Volume: America meridionale – I)

## Obras

### Trabajos críticos
Entre los estudios y ensayos, se citan las siguientes monografías:
- La provincia inmutable. Estudios sobre la poesía de Ramón López Velarde. Firenze: D’Anna. 1981. Consultado el 17 de junio de 2017.; La provincia inmutable. Estudios sobre la poesía de Ramón López Velarde. Fernando Fernández (prólogo), Carmen Boullosa (contraportada) (2 edición). México: La Otra-Instituto Zacatecano de Cultura. 2015. ISBN 9786078167463.
- El "patriarca" de García Márquez, arquetipo literario del dictador hispanoamericano. Firenze: Opus Libri. 1984. ISBN 9788881161485.
- Configuración del arquetipo. Firenze: Opus Libri. 1988.
- El diálogo infinito: una conversación con Jorge Eduardo Eielson. México: Colección Poesía y poética, Universidad Iberoamericana/Artes de México. 1995. ISBN 9686533311.; El diálogo infinito: una conversación con Jorge Eduardo Eielson (2 ampliada edición). Sevilla: Sibila - Fundación BBVA. 2011. ISBN 9788492705160.
- Literatura hispanoamericana: historia y antología. Milano: Hoepli. 2009. ISBN 9788820336813.

### Poesía
- Anunciaciones. Bogotá: Alcaraván. 1976.; Anunciaciones (2 edición). Copenhague: Aurora Boreal. 2015. ISBN 978-87-998568-7-9.
- Nero cuore dell'alba (en italiano). Salerno: Multimedia. 1988. ISBN 8886203276.
- Mar/Mare (en italiano/español). Roldanillo: Ediciones Embalaje del Museo Omar Rayo. 1989.
- El viaje de Orfeo. Montevideo: Signos. 1990.
- Caza de altura. Poemas 1968-1993. Bogotá: Instituto Caro y Cuervo. 1994.
- Orillas como mares. Bogotá: El Malpensante - Ediciones de la Universidad Externado de Colombia. 2004. ISBN 958-616-921-9. Archivado desde el original el 2 de febrero de 2017. Consultado el 17 de junio de 2017.
- Capriccio di un colore (en italiano). Firenze: Le Lettere. 2004. ISBN 9788871666907.
- Per abissi d'amore (en italiano). Como: LietoColle. 2006. ISBN 8878482374.
- El cuerpo de los sueños. Lima: Lustra. 2008. ISBN 978-603-45291-4-4.
- Corazón abismo. Bogotá: Universidad Javeriana. 2012. ISBN 9789587164725.; Corazón abismo (2 edición). México: La Otra - Colección “Temblor de Cielo”. 2013. ISBN 978-607-8167-19-7.
- Luna di giorno (en italiano). Como: LietoColle / pordenonelegge.it. 2017. ISBN 9788893820332.

Además de dos antologías de su poesía: Márgara Russotto, ed. (2011). Sonriendo en el camino. Poesía reunida (2009-1969). Montevideo: Linardi y Risso. ISBN 978-9974-675-43-8. y Coral García, ed. (2012). Flamante geografía. Lima: Editorial Nido de cuervos.
Presente en muchas antologías, se citan: Rafael Courtoisie, ed. (2011). La poesía del siglo XX en Uruguay. Madrid: Visor. pp. 323-331. ISBN 978-9974-675-43-8. y Emilio Coco, ed. (2016). Il fiore della poesia latinoamericana oggi (en italiano). 3 - America meridionale. Rimini: Raffaelli. ISBN 978-9974-675-43-8.; además la sub-voce en Miguel Ángel Campodónico, ed. (2007). Nuevo diccionario de la cultura uruguaya. Montevideo: Linardi y Risso. p. 69.

## Premios
- Premio Speciale di Poesia dell’Associazione Italiana «La Cultura del Mare», Italia, 2000.
- Premio de traducción «Circe-Sabaudia», Italia, 2001.
- Premio de traducción Institutos Cervantes de Italia, 2002.
- Premio Oriente-Occidente, Festival Internacional «Noches de Poesía», Curtea de Arges, Romania, 2006.
- Premio Iberoamericano Ramón López Velarde, México, 2015.
- IX Riconoscimento Alberto Caramella, Florencia, 2017.